# Performous
Performous ist ein quelloffenes Musikspiel, das Singen, Gitarre/Bass, Schlagzeug und Tanzen vereint.

## Spielprinzip
Im Gegensatz zu einfachen Karaoke-Programmen wird nicht nur der Liedtext angezeigt, sondern gleichzeitig über ein Mikrofon geprüft, ob die Töne richtig getroffen wurden. Je besser dies gelingt, desto mehr Punkte erhält der Spieler.

## Entwicklung
Das Projekt begann im Oktober 2006 unter dem Namen UltraStar-NG als Reimplementierung von UltraStar in C++ unter Verwendung von OpenGL. Ursprüngliches Ziel war eine Portierung für Linux zu ermöglichen, die auch auf schwächerer Hardware lauffähig ist. Auf der Assembly 2009 wurde erstmals die Bandfunktion vorgestellt. Wenige Monate später erschien das Tanzmodul.

## Rezeption
Im Gegensatz zu anderen UltraStar-Derivaten verwendet Performous die Schnelle Fourier-Transformation zur Analyse der gesungenen Texte, was eine bessere Erkennung der einzelnen Töne insbesondere bei Duetten ermögliche. Das einfache Spiel sei für das Musizieren in der Gruppe ausgelegt. Im Vergleich zu kommerziellen Vorbildern muss Performous auf bekannte Titel verzichten. Die mitgelieferten kostenfreien Songs seien gewöhnungsbedürftig. Mangels Dokumentation des Dateiformats sei das Einpflegen von eigenen Songs kompliziert. Einige Hintergrundbilder seien durch die knalligen Farben unleserlich.